# 사용성

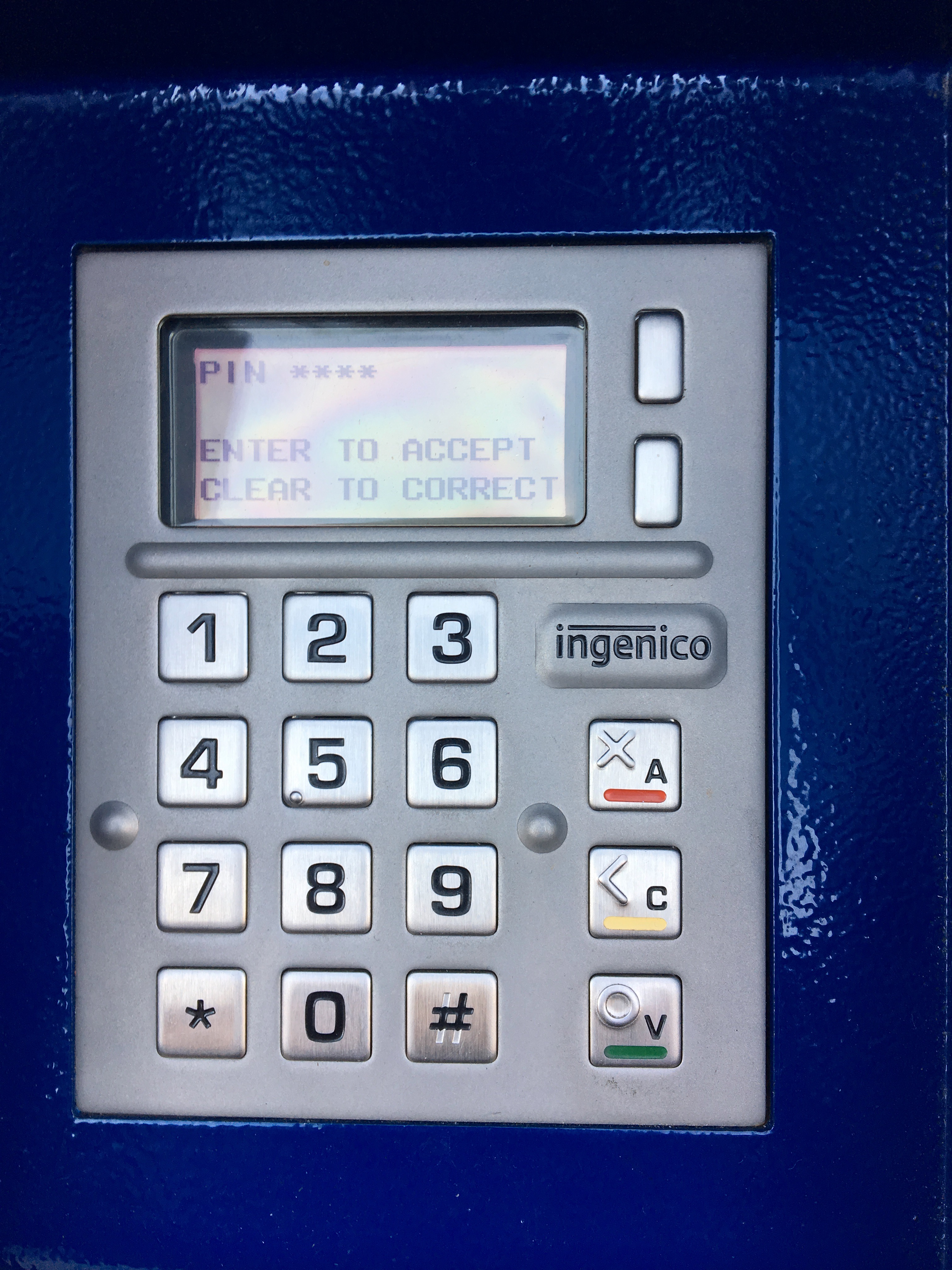

사용성(使用性) 또는 유용성(有用性)은 어떤 도구나 인간이 만든 물건, 서비스를 어떤 특정 목적을 달성하기 위해 사용할 때에 어느 정도 사용하기 쉬운가를 말하는 용어이다. 사용성은 사용성의 평가를 위한 방법을 지칭하기도 하며, 물건의 지각된 효율성이나 정확도를 뒷받침하는 원리들을 연구하는 학문인 사용성 연구(혹은 사용성 공학)을 의미하기도 한다.
특히 인간과 컴퓨터 상호작용과 전산학 분야에서 만들어진 컴퓨터 프로그램이나 웹사이트의 제작에서는 사용하는 사용자와 컴퓨터간에 일어나는 상호 작용에서 경험하는 간결함과 정확도를 추구하는 가치를 말한다. 또한 전자 제품이나 정보를 전달하기 위한 문서, 사람들이 일상 생활에서 사용하는 망치와 같은 도구들이 얼마나 효율적으로 또한 사용자에게 지나친 부담이나 실수를 야기하지 않고 원하는 목적을 편리하게 달성하고 결과를 얻는 경험을 하는지에 대한 것이다.

## 개관
사용성은 사용자의 마음에 있는 생리학적, 심리적인 면에 관련이 깊다. 이는 다음의 세 가지 면에서 살펴 볼 수 있다.
- 효율성: 사용하기에 더 효율적이라는 것은 어떤 특정한 일을 성취하기 위해 걸리는 시간이 적다라는 뜻이다
- 학습의 용이성: 물건을 관찰하는 것으로부터 물건을 실제로 다룰 수 있을 때까지 걸리는 조작 방법을 습득하기가 쉽다는 뜻이다.
- 사용의 만족성: 사용을 하면서 사용자가 느끼는 만족스러운 느낌의 경험에 관한 것이다.

복잡한 컴퓨터 시스템을 일상 생활에서 사용하려면 적절한 방법으로 사용되어야 하는데, 시장에서 다른 제품/서비스와 경쟁할 만한 가치를 지니고 있어야 한다. 이를 성취하기 위한 여러 방법 중 하나로 최근 이 사용성 분야는 많은 발전과 관심을 끌게 되었다. 이전에 기술중심적인 방법으로 개발하는 것에 비해 제품/서비스와 사용자 간의 상호교감의 경험을 연구하고 이해하여 전통적인 회사 주도의 시장 조사에서는 얻지 못했던 통찰의 지식을 가질 수 있게 한다. 이를 위해 사용성 전문가는 사용자를 관찰하고 만나서 면접을 보는 등의 연구 활동을 통해 필요한 기능과 디자인에 대해 알아내고 고치고 발전시키도록 하는 역할을 수행하게 된다.
사용자 중심 디자인의 패러다임에서 제품은 전적으로 이를 사용할 사용자에 맞추어져서 만들어져야만한다. 사용자 주도 또는 참여적 디자인 패러다임에서는 몇몇 사용자는 실제로 디자인팀의 일원이 되거나 디자인 과정에 실제적인 영향을 주기도 한다.
사용자 친화적(User Friendly)라는 용어 또한 사용성이라는 용어와 함께 쓰인다. 그러나 이것은 접근성(Accessiblity)와 같은 개념을 포함한다.

## 정의
사용자 인터페이스를 평가할 때에 사용성의 정의는 간단하게 "인터페이스의 사용에서 효과성과 효율성에 대한 목표하는 사용자가 느끼는 지각"이라고 할 수 있다. 이 때에 효과성은 목적에 부합하는가에 대해서 효율성은 사용에 필요한 시간이나 작업에 대한 것이다. 각 요소는 사용자 인터페이스 디자인의 원칙과 같은 평가 잣대에 의해 객관적으로 평가하는 것이 가능하며 많은 경우 수치나 백분율로 표시된다.
여기서 사용성 테스트는 어떤 소프트웨어나 제품의 사용에서 편리함을 측정하고자 하는 것임에 반해 사용성 공학(Usabiliy Engineering)은 좋은 사용성을 가진 제품을 만들어 내기 위한 디자인 과정과 연구 과정을 의미하는 것이다.

### ISO 표준
소프트웨어 공학 제품의 품질에 관한 ISO 문서인 ISO 9126(1991, 소프트웨어 엔지니어링 품질:Software Engineering Product Quality)는 사용성을 다음과 같이 정의하고 있다:
사용에 필요한 노력을 가지는 특성의 집합이며 공인되거나 밀접한 관련을 가진 사용자들에 의한 사용의 개인적인 평가
또한 ISO 9241-11(1998) 사용성 안내 (Guideance on Usability)에서는 사용성을 다음과 같이 정의하고 있다:
특정한 목적을 성취하기 위한 특정한 사용자들에 의해 어떤 제품을 사용할 때 특정한 맥락의 사용에서 효과성, 효율성 그리고 만족도에 대한 것

### 세계 사용성의 날
해마다 11월, 보다 쉬운 제품과 서비스를 만드는 사용성 공학, 사용자 중심 디자인의 가치를 널리 알리기 위한 세계 사용성의 날이 UPA의 주도의 행사가 세계 각지에서 열린다. 2010년의 정확한 일자는 아직 공개되지 않았다.

## 관련 서적
- 사용성테스트 가이드북, 제니스 레디쉬, 조셉두마스 지음, 박성준, 방수원 옮김, 한솜미디어, 2004, ISBN 89-90087-70-8[쪽 번호 필요]
- 웹 유저빌리티: 사용하기 쉬운 웹사이트가 성공한다, 제이콥 닐슨지음, 김옥철 옮김, 안그라픽스, ISBN 89-7059-161-3[쪽 번호 필요]
- 사용성을 고려한 웹 사이트 기획하기, (주)팀인터페이스 지음, 비비컴, 2002, ISBN 89-90185-06-8[쪽 번호 필요]
- 제이콥 닐슨 (1994), Usability Engineering, Morgan Kaufmann Publishers, ISBN 0-12-518406-9[쪽 번호 필요]
- 상식이 통하는 웹사이트가 성공한다, 스티브 크룩 지음, 김지선 편역, 대웅, ISBN 978-89-86044-64-5[쪽 번호 필요]

## 같이 보기
- 접근성
- 피츠의 법칙
- 정보 아키텍처
- 인터랙션 디자인
- 비기능 요건
- 사용성공학
- 사용자 경험
- 사용자 경험 디자인
- 세계 사용성의 날
- 사용성 테스트